# ميكوسوكس
ميكوسوكس هو جنس من الزواحف المنقرضة التي تنتمي إلى عائلة التماسيح. عاشت هذه الكائنات في أستراليا وجزر المحيط الهادئ خلال العصر الطباشيري. يُعتبر ميكوسوكس من الزواحف الفريدة التي تعكس التنوع البيولوجي الذي كان موجودًا في تلك الفترات الزمنية.

## التاريخ والتسمية
تم اكتشاف أحافير ميكوسوكس في البداية من مواقع مختلفة عبر نيو كاليدونيا، حيث تم جمع أول عظمة، وهي قطعة من العظمة الرباعية، من خليج كانوميرا في عام 1981. في السنوات التالية، تم العثور على المزيد من المواد من كل من جزيرة الصنوبر وكهوف بيندائي في الجزيرة الرئيسية غراند تير. شملت هذه المواد بقايا جمجمة وبقايا ما بعد الجمجمة، بدءًا من الفك الكامل إلى قطع من الجمجمة وفقرات معزولة. تم الإبلاغ عن هذه الأحافير لأول مرة من قبل إريك بوفتي في عام 1983، وتم وصفها بشكل صحيح من قبله ومن قبل جان-كريستوف بالويت بعد أربع سنوات في عام 1987. نظرًا للتركيب الغريب للمواد، افترضوا في البداية أن الحيوان يمثل نوعًا مبكرًا من الإيوسوشيات وأدرجوه في عائلته الخاصة، وهي عائلة الميكوسوكيداي.
بعد عشر سنوات، في عام 1997، تم وصف نوع ثانٍ من قبل بول ويليس من منطقة التراث العالمي في ريفرزلي في كوينزلاند. سُمي هذا النوع باسم م. وايت هانترينس، ولم يكن مفصولًا جغرافيًا عن النوع الأساسي فحسب، بل كان أيضًا أقدم بشكل ملحوظ، حيث يعود تاريخه إلى أواخر العصر الأوليجوسيني. وقد كانت هذه هي المرة الأولى، ولكن ليست الأخيرة، التي يتم فيها العثور على نوع من ميكوسوكس في البر الرئيسي الأسترالي بدلاً من جزيرة. جاءت الحالة الثانية بعد أربع سنوات فقط مع وصف ميكوسوكس سانديري، الذي تم تسميته أيضًا من قبل ويليس. أما النوع الذي تم وصفه مؤخرًا فهو ميكوسوكس كالبوكاسي، الذي تم تسميته في عام 2002 من بقايا متقطعة اكتُشفت في موقع أثري في فانواتو. كما أسفرت بعثة في عام 2003 عن العثور على بقايا إضافية من م. إنكسبكتاتوس، بالإضافة إلى العثور على أحافير إضافية من م. وايت هانترينس.
اسم الجنس ميكوسوكس مشتق من الاسم المحلي لجزيرة غراند تير، مع إضافة اللاحقة التي تعني تمساح.

## الوصف
كان هيكل جمجمة ميكوسوكس قصيرًا وعاليًا، مما يعني أنه كان ملحوظًا بقصره وارتفاعه بدلاً من أن يكون ممدودًا ومسطحًا كما هو الحال في معظم أنواع التماسيح الحالية. في هذا الصدد، تم مقارنة ميكوسوكس بجنس تريلوفوسوكوس وجنس أوستيولايموس الحديث، الذي يشمل التماسيح القزمة الحالية. كما قام باحثون آخرون بإجراء مقارنات بين هذا الجنس ومجموعة متنوعة من الزواحف الأرضية الأخرى بما في ذلك النوتوسوشيات. تم نشر إعادة بناء لجماجم ميكوسوكس، حيث اختلفت بشكل كبير عن بعضها البعض. بعد اكتشاف بقايا إضافية، أعاد هولت وزملاؤه بناء ميكوسوكس إنكسبكتاتوس في عام 2007 بجمجمة مشابهة لتلك الخاصة بالتماسيح القزمة الحديثة. في عام 2014، قام سكانلون بإنتاج هيكل عظمي مركب لجمجمة م. وايت هانترينس، حيث أعاد بناءها مع مقدمة أكثر انحدارًا بشكل ملحوظ تختلف كثيرًا عن الوصف السابق للجنس.

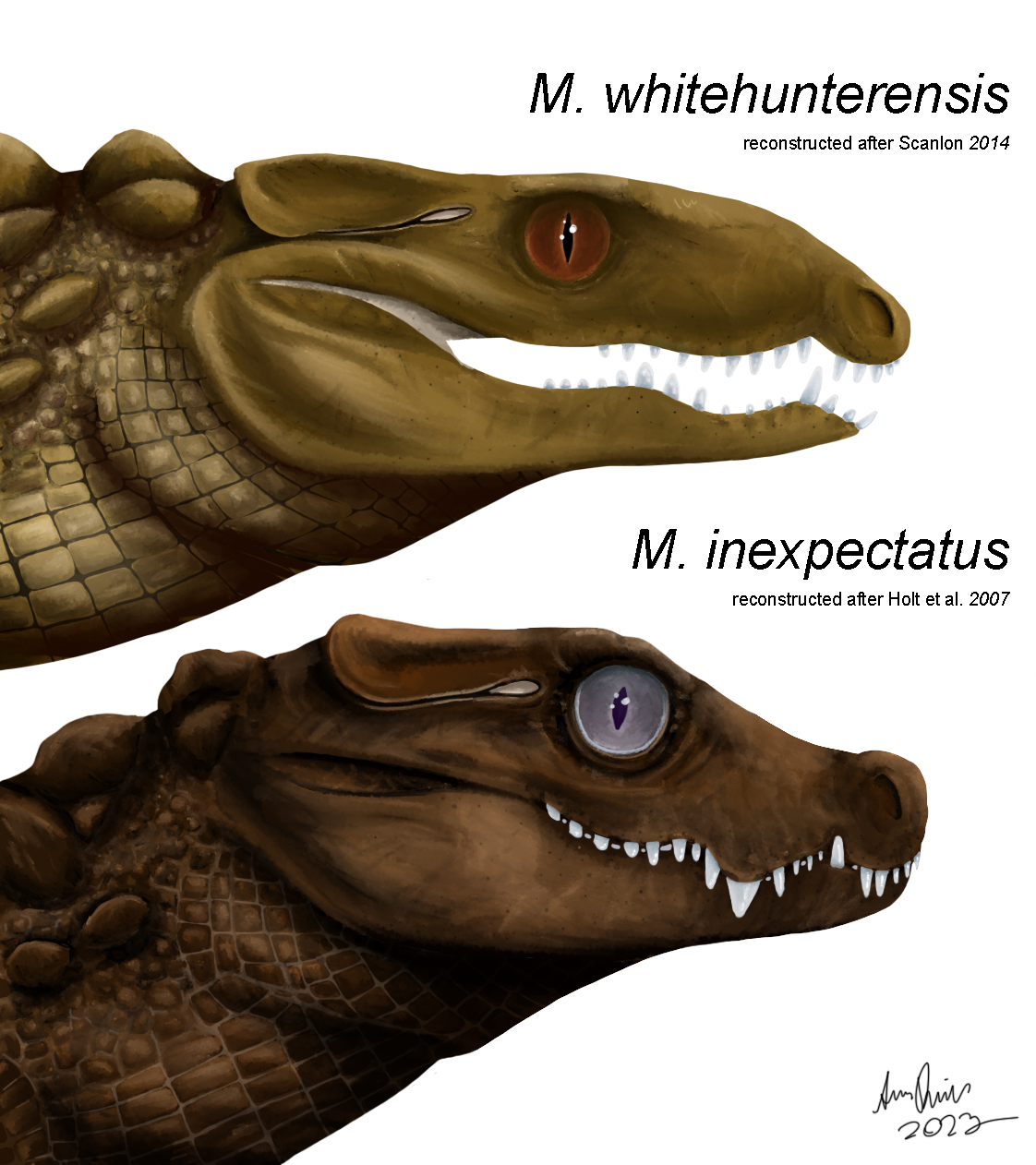
عمليتا إعادة بناء مختلفتان لميكوسوشيس

أكثر الأنواع شهرة هو ميكوسوكس إنكسبكتاتوس، الذي وُصف بأنه يظهر مزيجًا فريدًا من الميزات الأساسية والمشتقة للجمجمة. تتقلص العظام الحنكية، التي تشكل جزءًا من سقف الفم، نحو الخلف. تقع الفتحات الأنفية، التي تربط الممرات الأنفية بالحلق، في موقع أكثر تقدمًا (بالقرب من الوصلة بين العظام الحنكية والعظم الجناحي) مقارنة بالتماسيح الحديثة، وتشبه ما يُرى في بعض التماسيح من العصر الطباشيري المتأخر مثل ألبرتو شامبسا وثوراكوسوروس. الأجنحة للعظم الجناحي متطورة جيدًا نحو الجزء الخلفي من الجمجمة، ويفتقر العظم الرباعي إلى الشوكة، وهي ميزة مشتركة بين الأليغيتوريدات ولكن ليست بين التماسيح. كما أن موضع الشريط فوق العين يختلف أيضًا عن التماسيح الحديثة، حيث لا يتم إزاحته إلى الداخل أو فقط بدرجة صغيرة جدًا. تفتح الفتحات الأنفية نحو الجوانب والأمام من الجمجمة بدلاً من أن تواجه الأعلى، ولا تتصل الفتحة بالعظم الأنفي. كانت تجويفات العين متطورة وكبيرة، وفريدة من نوعها بين التماسيح، حيث تشكل جزئيًا بواسطة العظم الفك العلوي، مما يمنع العظم الوجني والعظم الدمعي من الاتصال ببعضهما. تُعتبر هذه المساهمة الفريدة للعظم الفك العلوي في حافة المدار من الميزات التشخيصية لهذا الجنس.

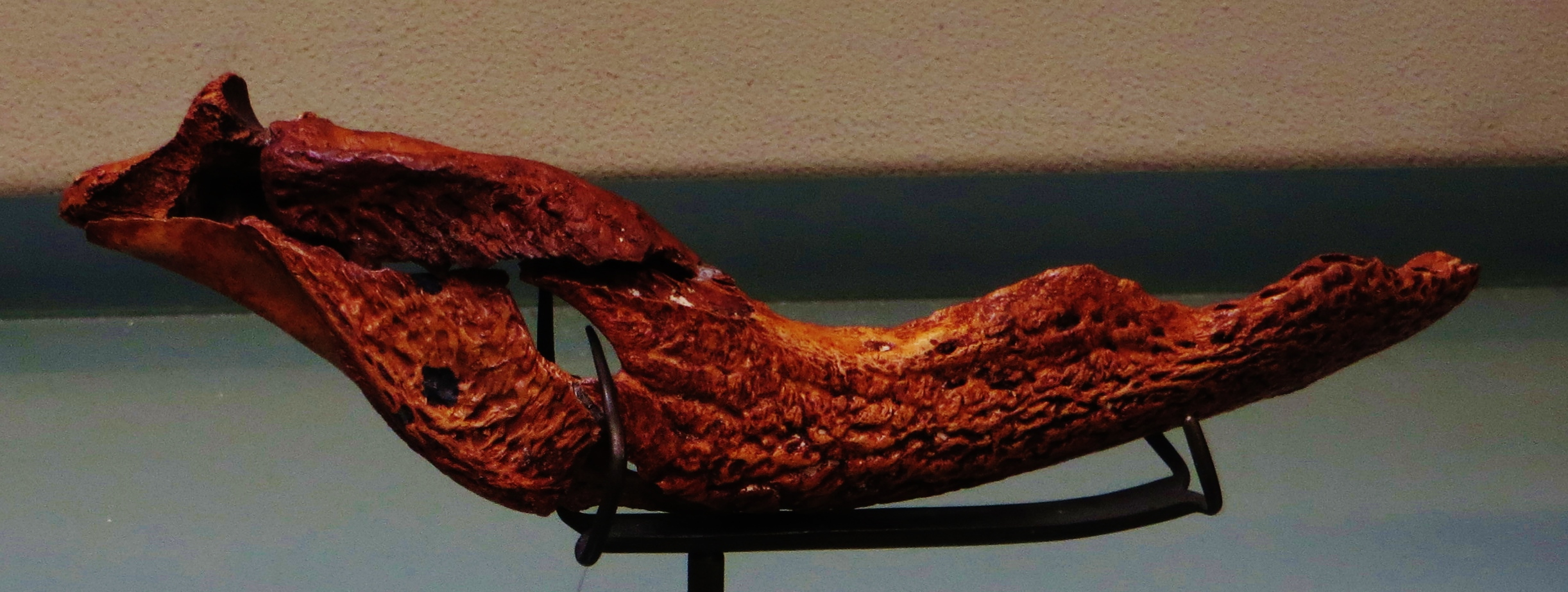
حفرية ميكوسوكوس، وهو زاحف منقرض - تم التقاط الصورة في متحف التاريخ الطبيعي، باريس

كما هو الحال في العديد من التماسيح، يتم وضع صف الأسنان في ميكوسوكس بطريقة مميزة تشبه الموجة، والتي تُعرف أيضًا باسم "التجعيد". عادةً ما يكون التجعيد أقل وضوحًا في الأنواع ذات الأنف الطويل مثل الغاريال، التي تمتلك صفوف أسنان مستقيمة، وأكثر وضوحًا في الأنواع ذات الأنف القصير. يظهر الفك العلوي بعض التجعيد في م. وايت هانترينس، وشكل موجي أكثر تطرفًا في م. كالبوكاسي. بينما قد يكون التجعيد مبالغًا فيه في الأفراد الأصغر سنًا، فقد أكدت دراسة أجريت على مواد م. كالبوكاسي أنه بالغ.
تشمل الميزات الجمجمية الأخرى التي يمكن استخدامها لتمييز الأنواع الأربعة مدى الفتحات الحنكية. في م. سانديري وم. إنكسبكتاتوس، يمتد الحافة الأمامية للفتحات حتى الأسنان السادسة من الفك العلوي، بينما في م. كالبوكاسي وم. وايت هانترينس، يمتد فقط حتى الأسنان السابعة. يختلف م. وايت هانترينس أيضًا عن جميع الأنواع الأخرى بوجود شق طولي تحت العينين، بينما يمتلك م. سانديري قمة فوق العظم الصدغي. يختلف مدى التقاء الفك السفلي، وهو الجزء المدمج في مقدمة الفك السفلي، بين الأنواع. في م. إنكسبكتاتوس، يمتد الالتقاء حتى موضع الأسنان السابعة، بينما في م. وايت هانترينس، ينتهي عند الأسنان السادسة. هذا يمنع العظم الصدغي من المساهمة في الالتقاء، حيث يمتد فقط إلى مستوى الأسنان السابعة عبر جميع أنواع الجنس. الفتحة في الفك السفلي مُخفضة بشكل كبير، حيث تكون مغلقة تقريبًا في م.

## التصنيف
المملكة: الحيوانية
الشعبة: الحبليات
الطائفة: الزواحف
الرتبة: التمساحيات
العائلة: التماسيح
الجنس: ميكوسوكس (Mekosuchus)

## الأنواع
- ميكوسوكوس إنيكسباتوس (Mekosuchus inexpectatus ) : يُعتبر من الأنواع الأكثر شهرة، وقد وُجدت أحافيره في نيوزيلندا.
- ميكوسوكوس جراي الرمادية ( Mekosuchus greyi ) : وُجدت أحافيره في أستراليا، ويُعتقد أنه كان يعيش في بيئات مائية.

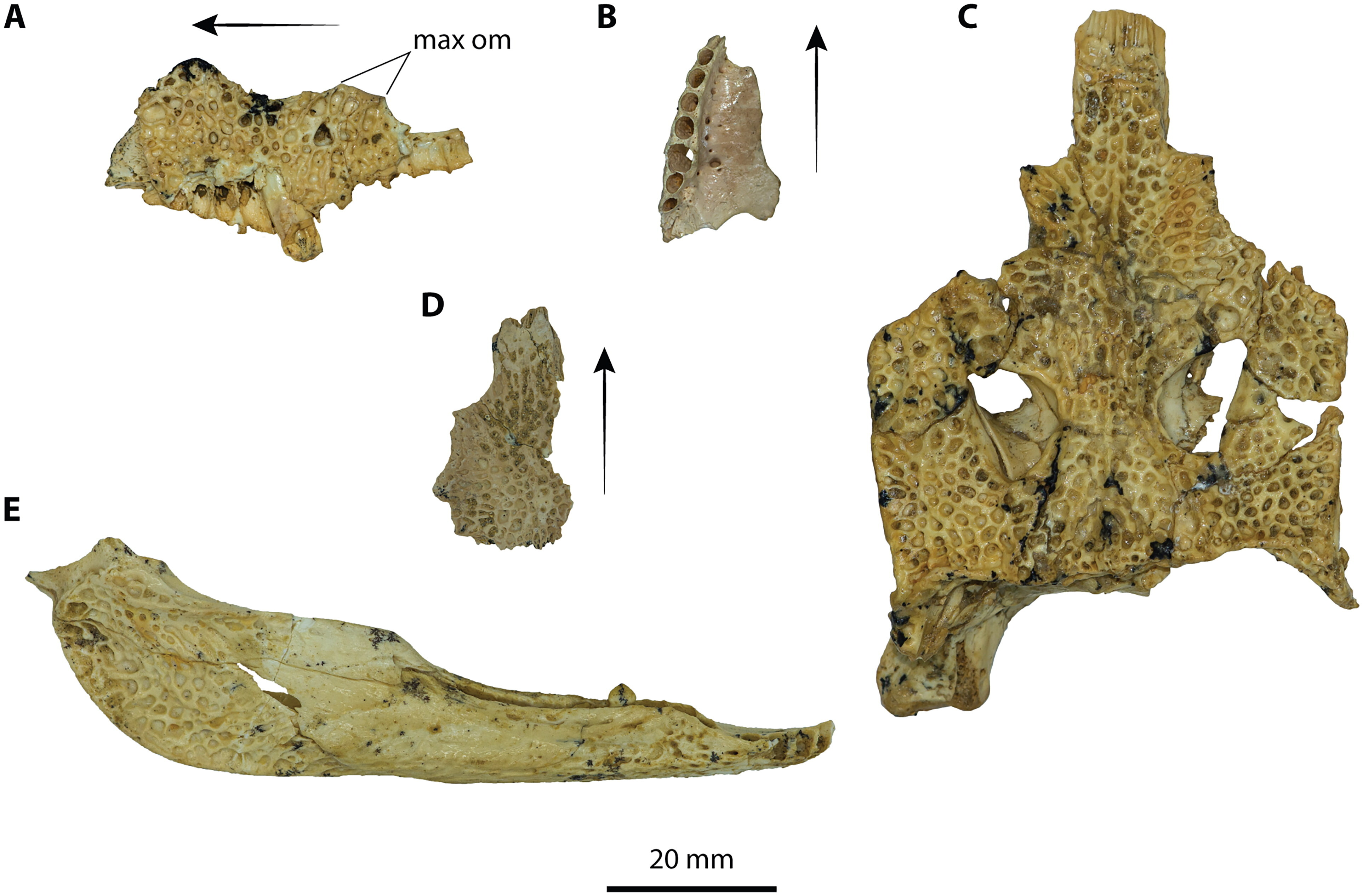
ميكوسوشيس أستراليا

## الخصائص الفيزيائية
كان ميكوسوكس يتمتع بخصائص مميزة، منها:
- الحجم: كان يتراوح حجمه بين صغير إلى متوسط، حيث كان بعض الأنواع يصل طولها إلى حوالي 3 أمتار.
- الهيكل: كان له هيكل قوي ومتين، مع فكوك قوية تساعده في الصيد.
- الجلد: كان جلده مغطى بقشور صلبة، مما يوفر له الحماية من المفترسات.

## البيئة والسلوك
عاش ميكوسوكس في بيئات مائية مثل الأنهار والبحيرات. يُعتقد أنه كان يتغذى على الأسماك والطيور الصغيرة، مما يجعله مفترسًا في قمة السلسلة الغذائية في بيئته.

## الانقراض
يُعتقد أن انقراض ميكوسوكس حدث نتيجة لتغيرات بيئية كبيرة، بما في ذلك تغير المناخ وتغيرات في مستوى سطح البحر. كما أن ظهور الثدييات الكبيرة قد ساهم في تقليل أعداد هذه الزواحف.

## خاتمة
يُعتبر ميكوسوكس مثالًا رائعًا على التنوع البيولوجي الذي كان موجودًا في العصور القديمة. من خلال دراسة هذه الكائنات، يمكننا فهم المزيد عن تطور الزواحف وكيفية تفاعلها مع بيئاتها.